# بيتس كوفي
بيتس كوفي Peet's Coffee شركة تحميص قهوة وسلسلة متاجر بالتجزئة مقرها في سان فرانسيسكو في الولايات المتحدة.
تملكها شركة جي ايه بي القابضة JAB Holding.
أسسها ألفريد بيت عام 1966.